# Bitwa pod Saucourt-en-Vimeu
Bitwa pod Saucourt-en-Vimeu – starcie zbrojne, które miało miejsce w roku 881 w trakcie najazdów duńskich na ziemie Franków.
W roku 879 Duńczycy rozpoczęli nowy etap podboju kontynentu. Spustoszyli między innymi Flandrię, Brabancję oraz Północną Saksonię.
Po dotarciu w rejon Skaldy Duńczycy natknęli się na wojska Franków Ludwika III. Bitwa zakończyła się klęską Duńczyków i zahamowaniem fali najazdów duńskich.